# كأس إيطاليا 1999–2000
كأس إيطاليا 1999–2000 (بالإيطالية: Coppa Italia 1999-2000)‏ هو الموسم 53 من كأس إيطاليا. أشرف على تنظيمه اتحاد إيطاليا لكرة القدم، وكان عدد الأندية المشاركة فيه 48، وفاز فيه نادي لاتسيو.